# テリハタチツボスミレ
テリハタチツボスミレ（照葉立坪菫、学名：Viola faurieana）はスミレ科スミレ属の多年草。和名のとおり、葉の表面に光沢がある。

## 特徴
有茎の種。花期の茎の高さは3-15cmになり、果期には20cmになる。地下茎は横に這い、長くかつ太く、よく分枝し、肥厚して木化し、硬い。開花後に地上茎が地面を這って伸長し、地上茎の先に新苗をつくり、新苗はふつう越冬する。根出葉は長い葉柄があり、葉身は長さ2-5cmの卵形から卵状三角形、先端は鋭頭から鈍頭、基部は切形から浅い心形、縁には低い波状の鋸歯がある。葉は革質で硬く厚く、表面は濃緑色ときに黒緑色で、光沢があり、裏面は紫色をおび、両面ともに無毛。托葉は狭卵形で、羽状に中裂する。夏時の葉は大きくなり、長さ7cmに達する。
花期は4-5月。花は径1.5-2cm、淡青紫色から淡紫色で、ときにほのかな芳香がある。花弁は長さ8-12mm、側弁の基部に毛はない。唇弁の距は太く、長さ4-5mm。萼片は広披針形で、長さ3.5-5mmになる。雄蕊は5個あり、花柱は筒形になり、柱頭は下向きに短く突き出る。染色体数は2n=20。

## 分布と生育環境
日本固有種。本州の青森県から福井県までの日本海側地域に偏って分布し、低山の明るい林床や林縁または比較的湿った陰地に生育する。かつて、中国大陸にも分布するとされたが、該当する植物は、広義のタチツボスミレ Viola grypoceras であると訂正された。

## 名前の由来
和名のテリハタチツボスミレは「照葉立坪菫」の意で、葉が革質でツバキの葉ような光沢があることによる。
種小名（種形容語）faurieana は、パリ外国宣教会の宣教師で、明治・大正時代に東亜植物採集家でもあったユルバン・ジャン・フォーリー神父への献名。記載者の Wilhelm Becker（スペイン語版）が、フォーリー神父が青森で採集した標本をもとに記載したことによる。

## ギャラリー

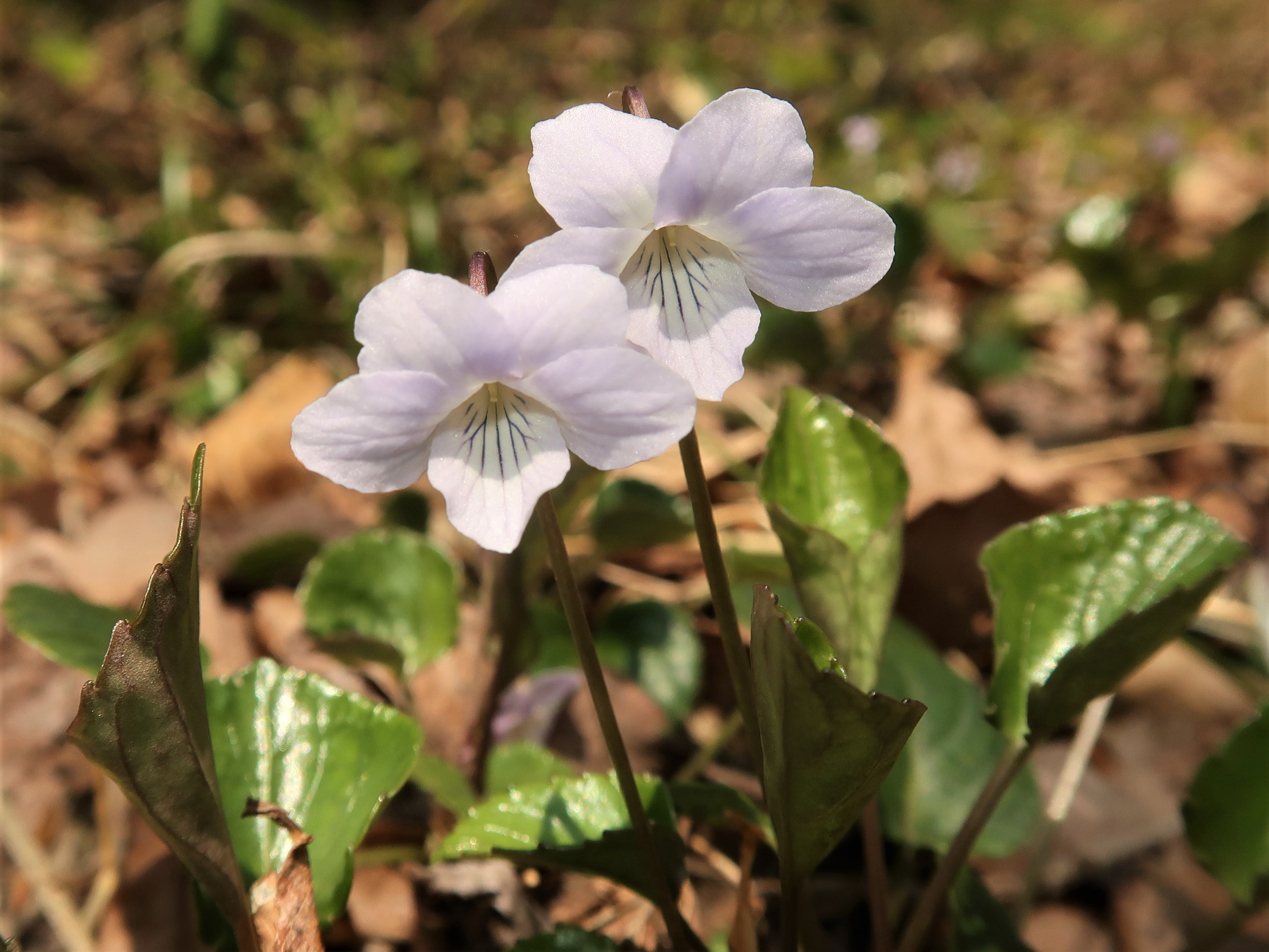
花は淡紫色で、側弁の基部は無毛。
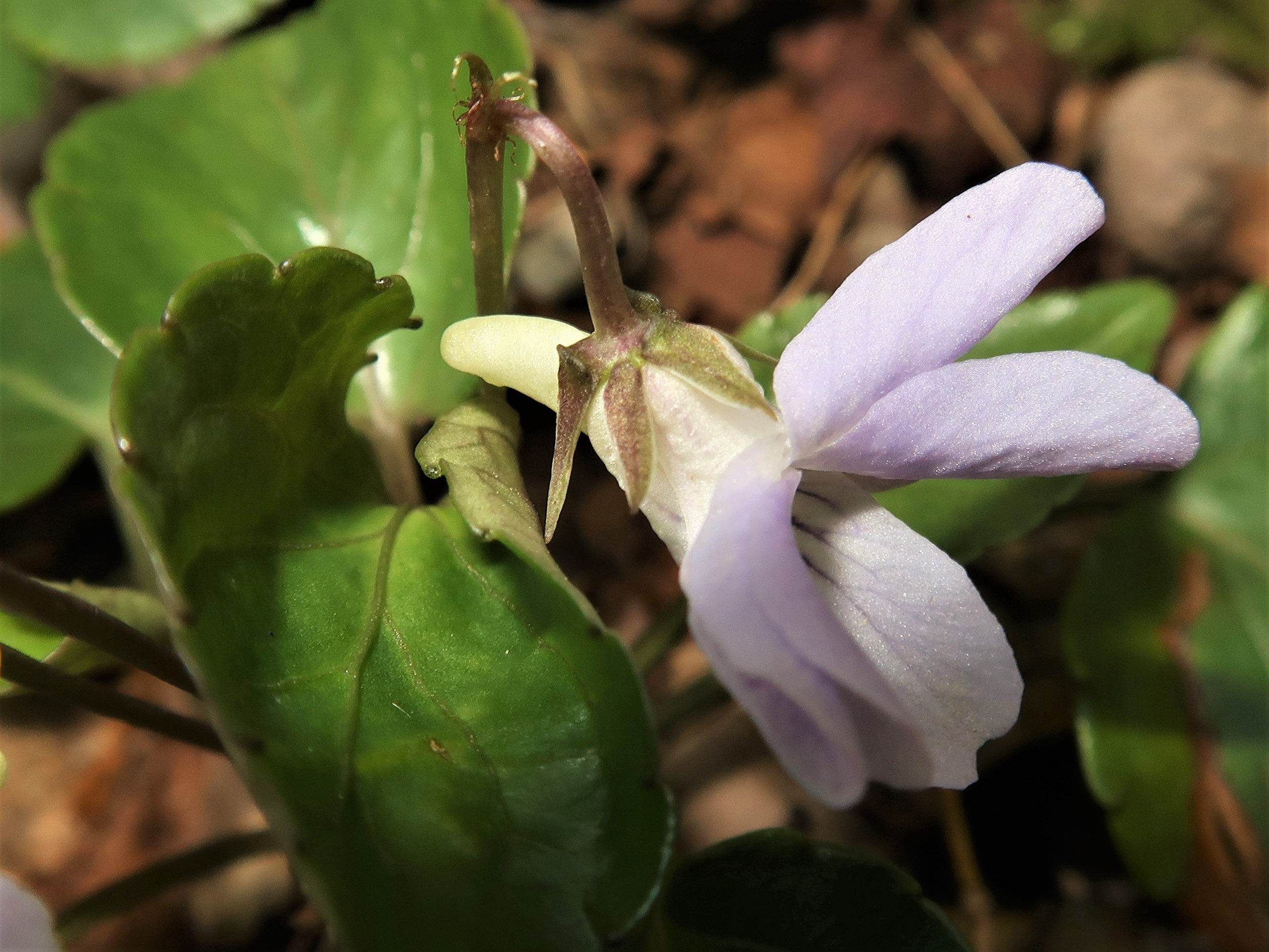
唇弁の距は太く、やや長い。萼片は広披針形。
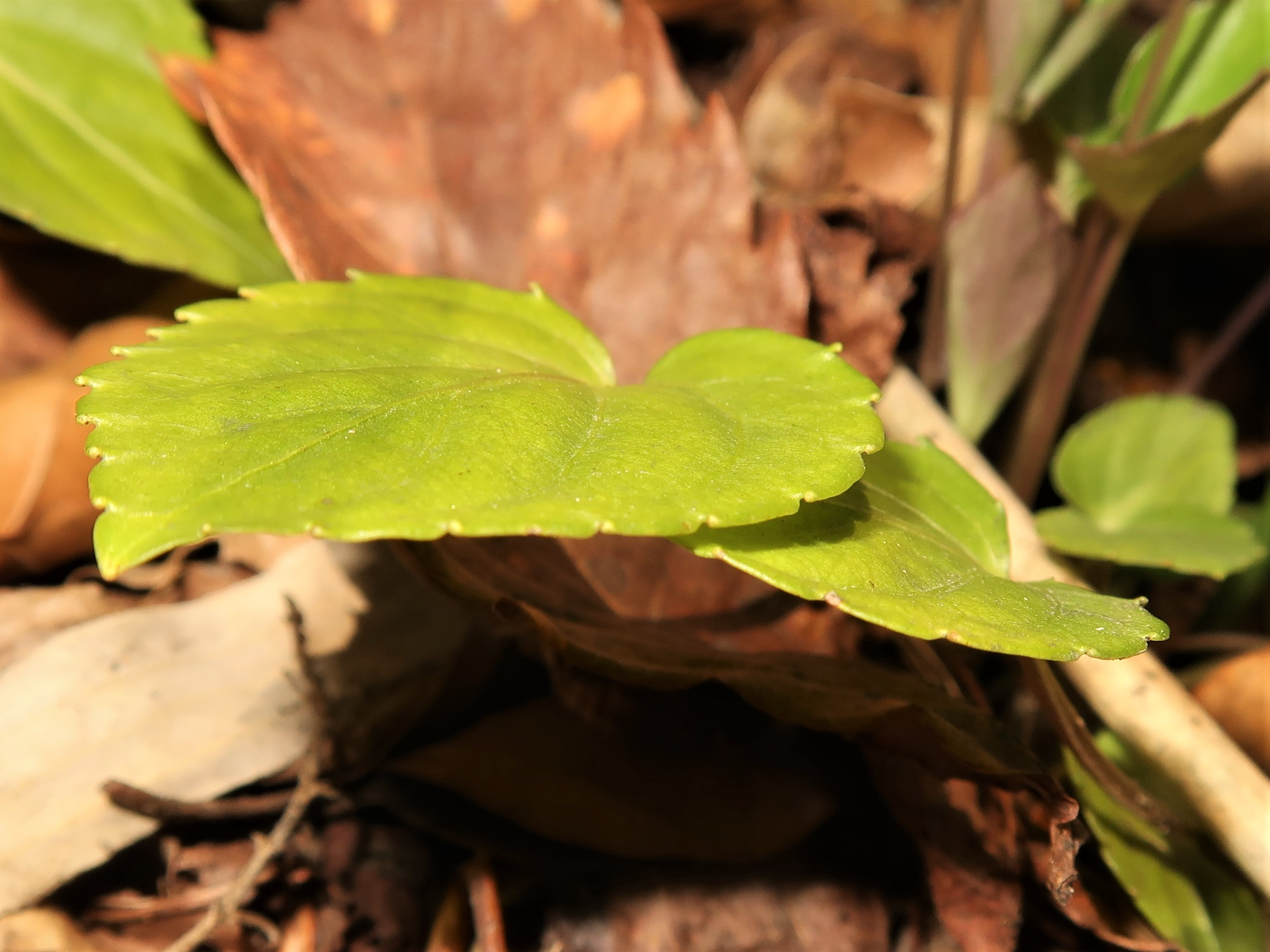
葉は革質で硬く厚く、光沢がある。
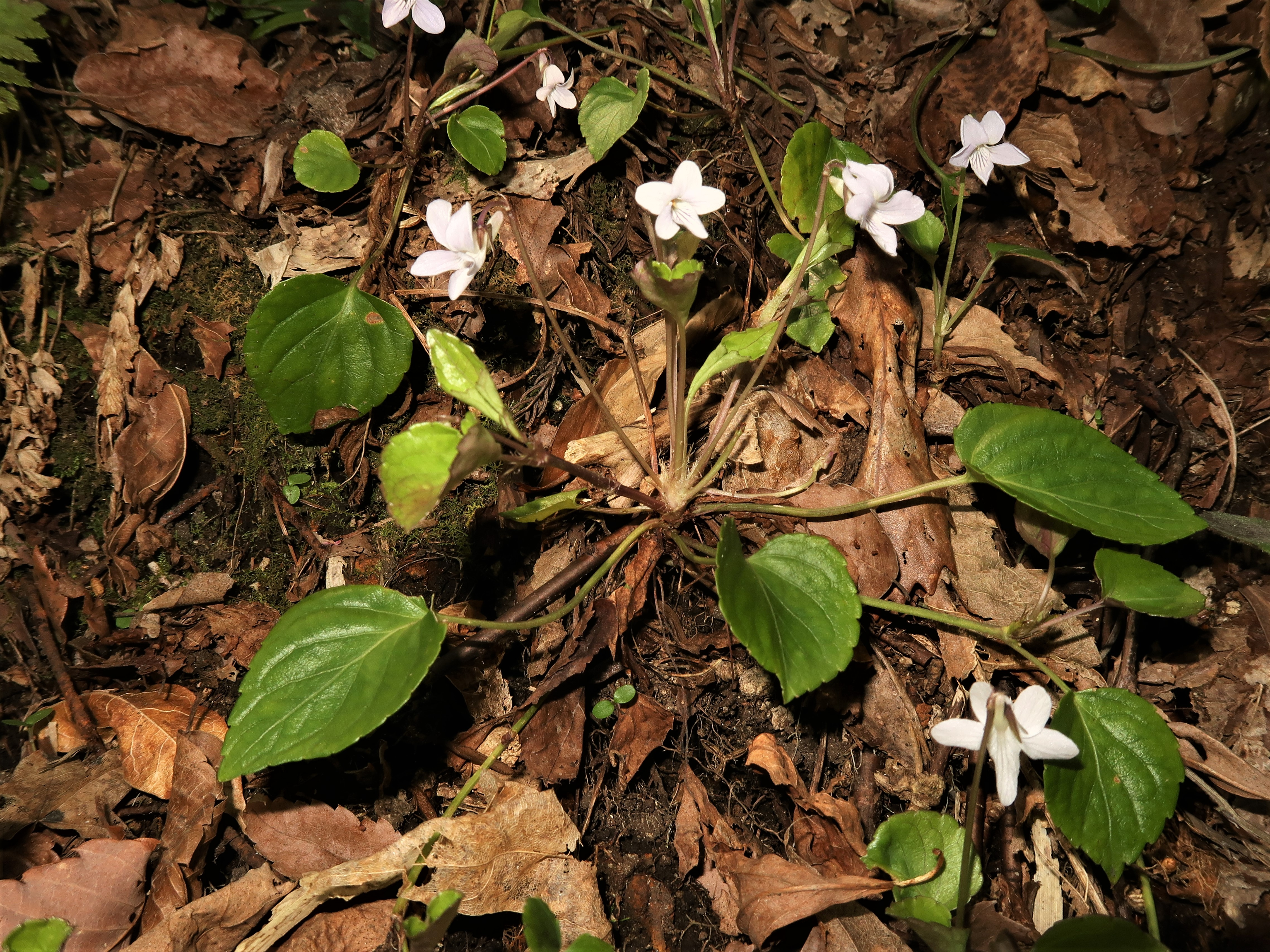
葉の基部は切形から浅い心形。托葉は羽状に中裂する。

## 下位分類、交雑種
- シロバナテリハタチツボスミレ Viola faurieana W.Becker f. albifaurieana E.Hama[7] - 白花品種[2]。
- ヌノベタチツボスミレ Viola faurieana W.Becker × V. grypoceras A.Gray[8] - テリハタチツボスミレ×タチツボスミレ[8]。
- テリハナガハシスミレ Viola faurieana W.Becker × V. rostrate Pursh subsp. japonica W.Becker et H.Boissieu[9] - テリハタチツボスミレ×ナガハシスミレ[9]。